# Tenaha (Mauritanie)
Pour les articles homonymes, voir Tenaha.
Tenaha (en arabe : تناها) est une commune rurale du sud de la Mauritanie, située dans le département de Kankossa de la région d'Assaba.

## Géographie
La commune de Tenaha est située au sud dans la région d'Assaba et elle s'étend sur 2 852 km2.
Elle est délimitée au nord par la commune de Blajmil, à l’est par les communes de Aïn Farba et de Lehreijat, au sud par la frontière avec le Mali, à l'ouest par la commune de Hamed.

## Histoire
Tenaha a été érigée en commune par l'ordonnance du 20 octobre 1987 instituant les communes de Mauritanie.

## Démographie
Lors du Recensement général de la population et de l'habitat (RGPH) de 2000, Tenaha comptait 9 255 habitants.
Lors du RGPH de 2013, la commune en comptait 13 968, soit une croissance annuelle de 3,4 % sur 13 ans.

## Économie
L'agriculture est au centre de l'économie de Tenaha, comme quasiment toutes les communes de la région. Mais cette économie est fragile car elle rencontre des obstacles à son développement, notamment les conditions climatiques ou le manque de moyens des agriculteurs. Pour faire face à ces obstacles, l'état ou différentes ONG financent des projets qui améliorent les conditions de vie des habitants.